# Doprava v Moskvě

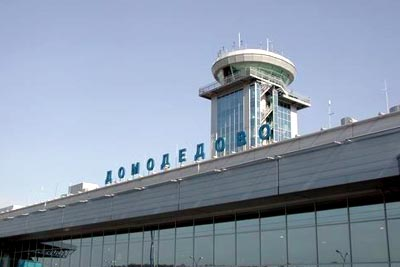
Mezinárodní letiště Domodědovo

Moskva má jako hlavní a největší město Ruska i jako jedno z největších měst světa rozsáhlý dopravní systém. Kříží se zde mnoho železničních, silničních, vodních i leteckých tras.

## Silniční doprava

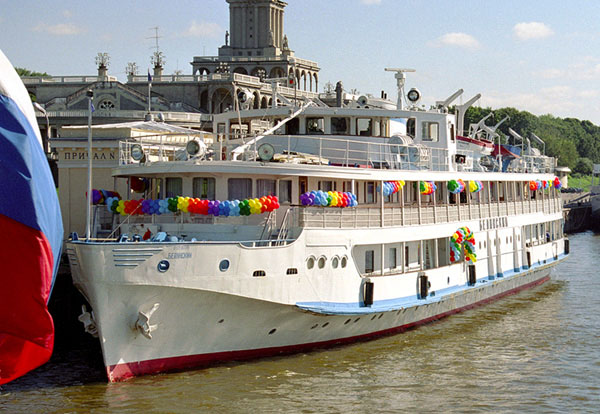
V Moskvě je provozována i osobní lodní doprava

Silniční doprava v Moskvě narostla hlavně v 90. letech 20. století. Přesto již v druhé polovině 20. století byly nové čtvrti (převážně sídliště na okraji města) připraveny na nápor automobilismu. Urbanistický plán města zohlednil mnoho dopravních toků; radiální třídy dlouhé několik kilometrů spojující centrum města s jeho okrajem doplňují silniční okruhy (například Sadovoje kolco, MKAD). I přesto musely být některé komunikace na konci minulého století rozšířeny, jedná se hlavně o nejvzdálenější městský okruh. Do budoucna se plánuje vybudování dalšího okruhu (CKAD), umístěného již ryze v Moskevské oblasti o délce 442 km.
V současnosti je Moskva napojena na rozsáhlý systém silnic a dálnic (okružní MKAD, M2 přes Tulu do Voroněže, M7 do Nižního Novgorodu, M8 do Jaroslavli, M9 do Rževu); radiální pojetí hlavních komunikací vybíhajících z centra Moskvy pokračuje dále do moskevské oblasti a zbytku země.

## Železniční doprava
Moskva je významným uzlem železniční dopravy v Rusku, vede sem mnoho spojů z celé země. Ty jsou ukončeny na mnohých velkých nádražích v centru města. Z nádraží Běloruskaja vyjíždí několik párů vlaků do Evropy, a to do Varšavy,  Berlína, Paříže, Prahy, Vídně, Budapešti, Bělehradu, Milána  nebo sezónně do přímořských letovisek v Jižní Francii, Severní Itálii, Chorvatsku, Černé Hory nebo Bulharska, ale i do Alpských středisek v Rakousku (Salcburk nebo Innsbruck). Také existují také kolem celé metropole dva železniční okruhy (malý s délkou 45 km a velký s 550 km tratí).

## Letecká doprava
Moskva má celkem pět mezinárodních letišť (tři větší – Domodědovo, Šeremetěvo a Vnukovo spolu s dvěma menšími – Bykovem a Ostafijevem), z nichž první dvě uvedené mají největší podíl na celkovém počtu odbavených cestujících (15 a 12 milionů osob u každého). Do budoucna se počítá právě s rozšířením Domoděvovského letiště.

## Městská doprava

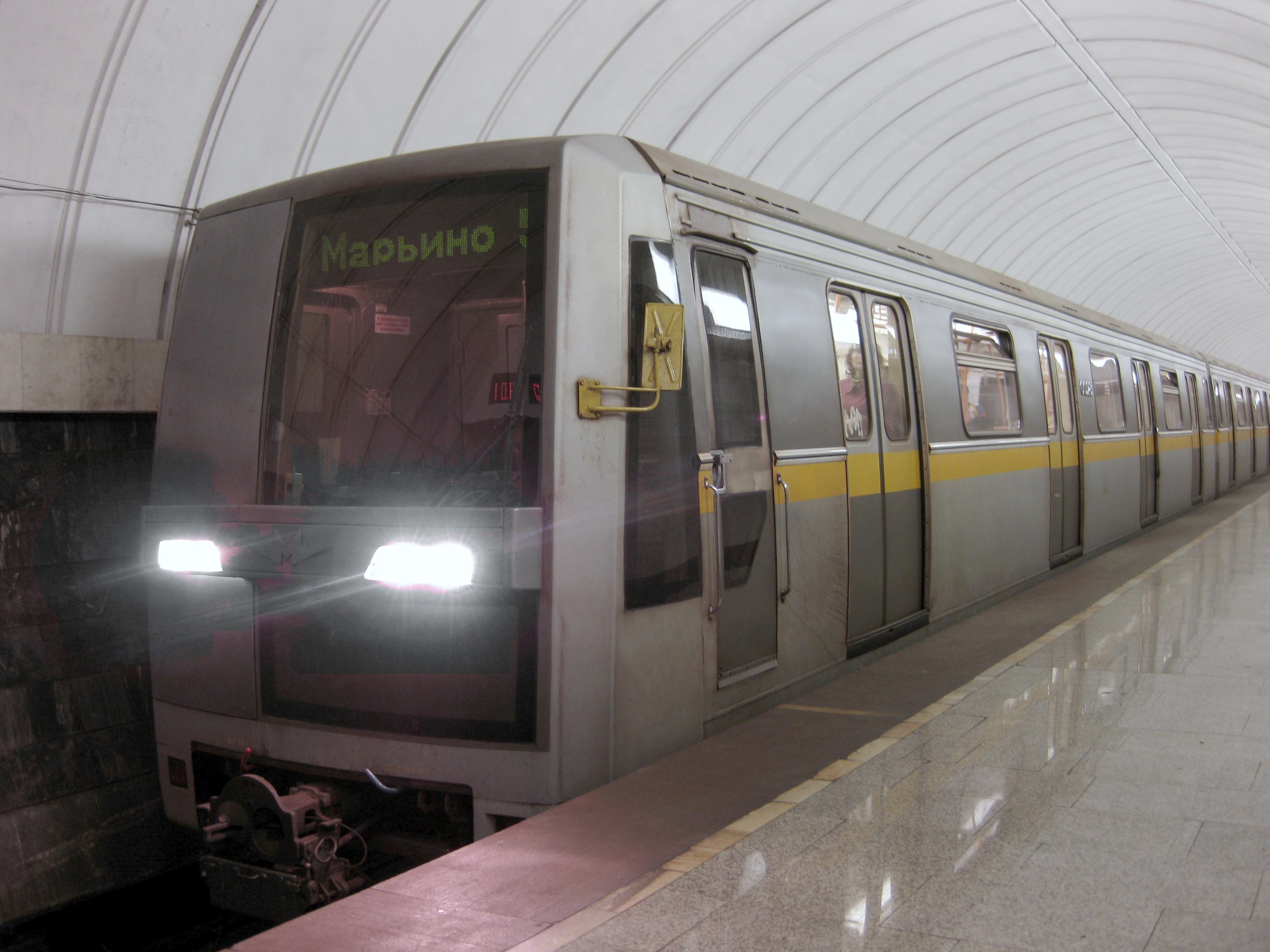
Metro v Moskvě

Moskva má největší a nejkomplexnější systém MHD na světě[zdroj?]; tvoří jej metro, tramvajová, trolejbusová, autobusová síť, též cestujícím slouží i jedna dráha monorailu. Počty přepravovaných cestujících za rok zde jdou do desítek milionů.

### Metro
Metro tvoří páteř moskevské městské dopravy. Má šestnáct linek (z toho jedna linka tzv. lehkého metra) a denně přepraví kolem devíti milionů cestujících. Jeho historie začíná již v 30. letech 20. století; od této doby jeho význam vzrůstal a do jisté míry zastínil i jiné druhy dopravy (například tramvaje).

### Tramvajová doprava

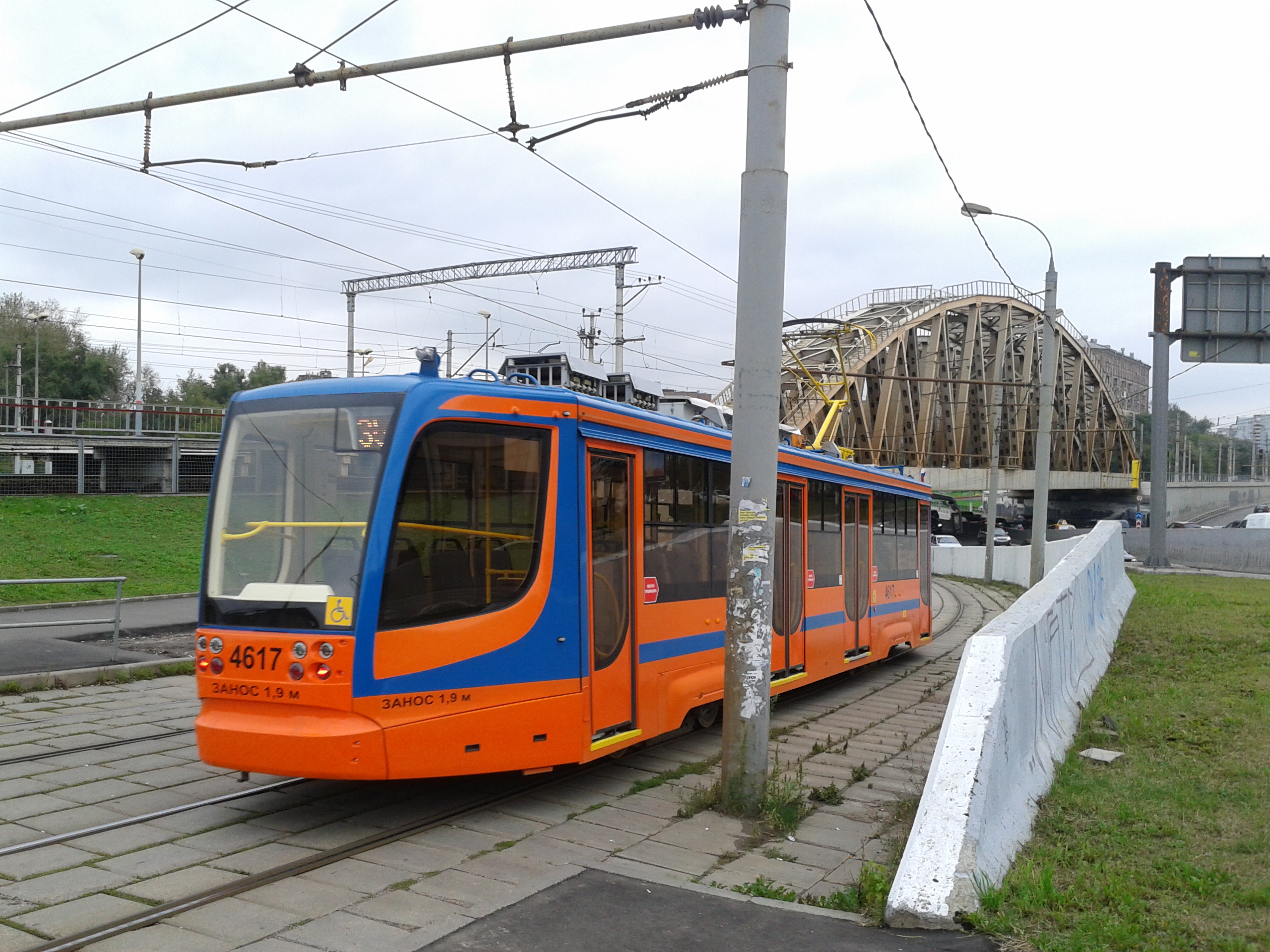
KTM-23 v Moskvě

Tramvaje doplňují metro na mnohých místech, jejich síť zaujímá hlavně oblasti severozápadu a celého východu města. Současný systém je však nesrovnatelně menší než býval dříve; v 60. a 70. letech se mnohé trati zrušily pod vlivem rozvoje autobusové dopravy a metra. Moskva má vlastní tramvajový provoz již od roku 1899.
Vozový park v roce 2014 sestával z českých tramvají Tatra T3 (okolo 200 vozů), ruských KTM-8, KTM-19 a KTM-23 (okolo 600 vozů), ruských LM-99 a LM-2008 (okolo 80 vozů) a polských Pesa Twist (okolo 60 vozů).

### Trolejbusová doprava

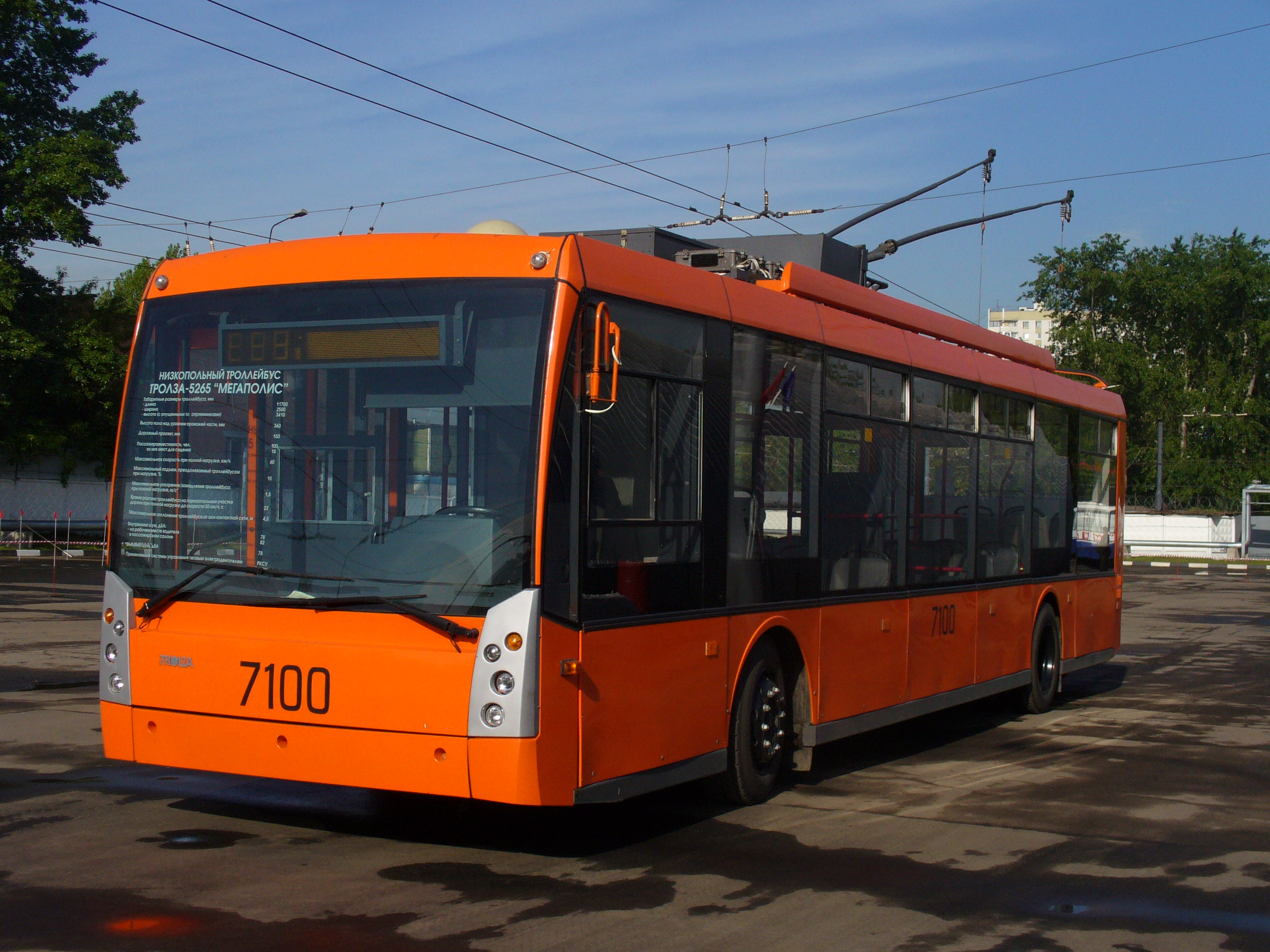
Moskevský trolejbus

Moskevská trolejbusová síť je největší na světě; jejich historie začíná – stejně jako u metra – v třicátých letech 20. století. První trať se objevila na Sadovém kolcu, později se trolejbusy rozšiřovaly někdy i na úkor tramvají do zbytku metropole. V roce 2020 však byly trolejbusy zrušeny a nahradily je autobusy a elektrobusy.

### Autobusová doprava
Autobusová síť doplňuje předchozí tři, zajištěna je díky ní doprava tam, kde nejsou ani koleje, ani troleje. První autobus v Moskvě vyjel do ulic 8. srpna 1924.

### Nekonvenční dráhy

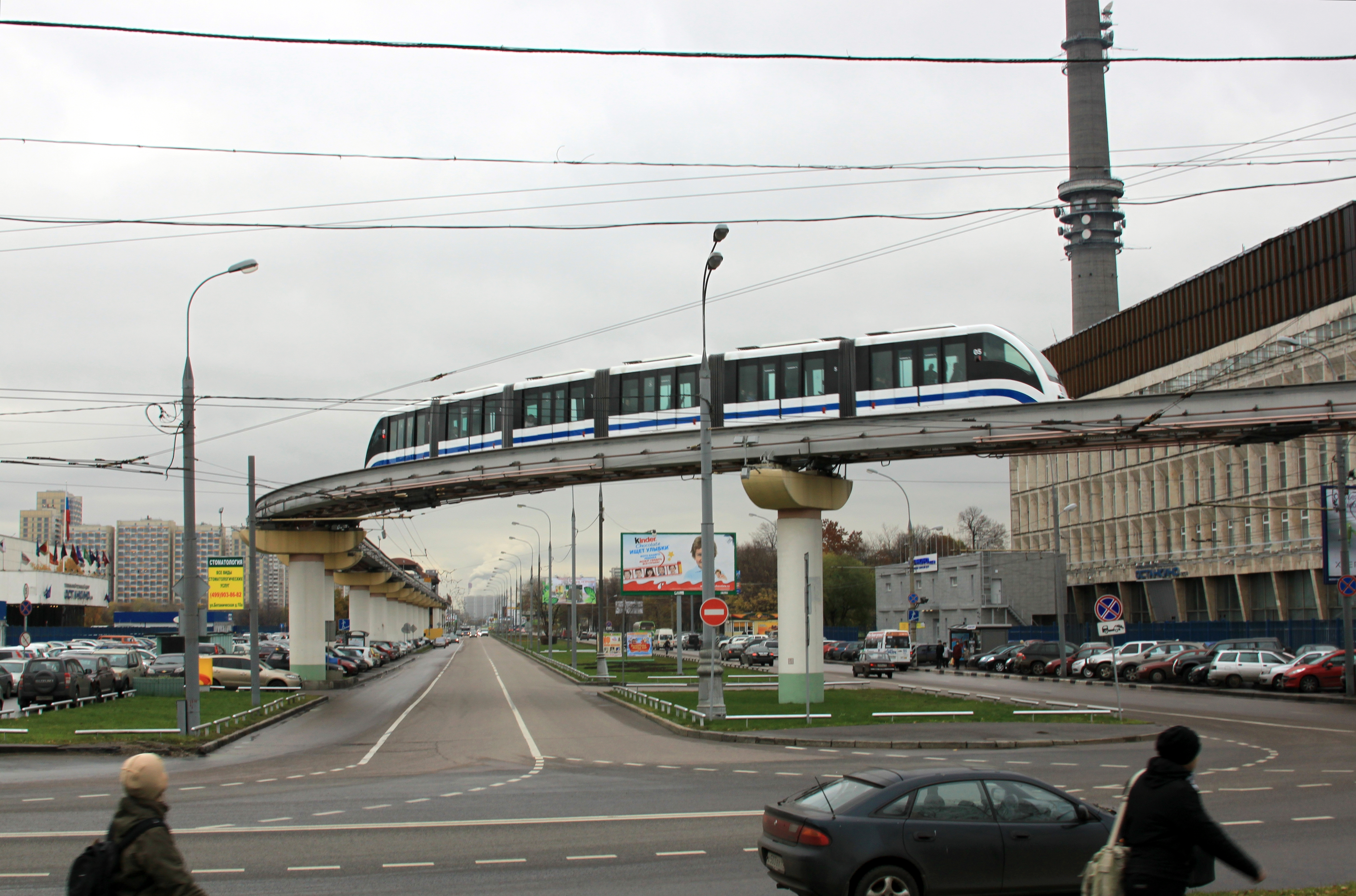
Monorail v Moskvě

Jednou zatím existující nekonvenční drahou v Moskvě je monorail, který funguje v severní části města a zajišťuje spojení mezi šestou a devátou linkou metra v oblasti nedaleko výstaviště VDNCh. Zprovozněn byl na začátku 21. století. V současné době existují plány na výstavbu dalších podobných linek v jiných částech metropole.